# Гречко, Эдуард Никитович
Эдуард Никитович Гречко (род. 2 мая 1941, Василевка, Винницкая область) — учёный в области электротехники и силовых полупроводниковых устройств, профессор, доктор технических наук.

## Биография
Родился в с. Васильевка в семье учителя.
Начал обучение в Винницком педагогическом институте, по специальности «учитель физики», в 1963 перевелся в Киевский политехнический институт.
В 1967 г. окончил Радиотехнический факультет Киевского политехнического института.
1967 — 1985 — работал в Институте электродинамики АН УССР (НАН Украины). В 1972 г. защитил кандидатскую диссертацию на тему «Повышение качества выходного напряжения инвертора на основе широтно-импульсной модуляции».
С 1985 возглавил лабораторию Автономных систем преобразования электроэнергии в Институте проблем энергосбережения АН УССР. Степень доктора технических наук присвоена ВАК СССР после представления и защиты в 1989 г. диссертации «Автономные инверторы напряжения модуляционного типа». Звание профессора в области электротехники и силовых полупроводниковых устройств присвоено в 1992 г. квалификационной комиссией Министерства образования Украины.
В 1990-1993 профессор кафедры промышленной электроники и электротехники в Киевском технологическом институте легкой промышленности (нынче КНУТД).
С 1993 г. профессор по совместительству в Институте электротехники Факультета телекоммуникации и электротехники Сельскохозяйственной Академии в городе Быдгощ (пол. Akademia Techniczno-Rolnicza w Bydgoszczy), Польша.
В 1994-2012 г. избранный по конкурсу профессор в Институте информатики и Электроники Зеленогурского Университета (пол. Uniwersytet Zielonogórski) (ранее Зеленогурская Политехника)Зелёна Гура, Польша.
С 1996 года Член Польского общества теоретической и прикладной электротехники. Член Ассоциации инженеров силовой электроники России, МЭИ, Москва с 1999 года.

## Научная деятельность
Основные труды Эдуарда Никитовича посвящены исследованию и разработке теории, методов анализа и синтеза силовых устройств преобразовательной техники модуляционного типа с широтно-импульсной и амплитудно-импульсной модуляциями, а также вопросам проектирования, моделирования, оптимизации и использования таких преобразователей.
Последние работы посвящены направлениям качественного преобразования электрической энергии в автономным системах электропитания, содержащим устройства преобразовательной техники модуляционного типа.

### Перечень монографий и учебников (полный)
1. Гречко Э. Н.. Тонкаль В. Е. Автономные инверторы модуляционного типа. — Киев: Наукова думка, 1983, 304с.[2]
2. Гречко Э. Н., Рядинских А. С. Анализ преобразовательных цепей и аппроксимация операторов. — Киев, Наукова думка, 1982, 224с.[3]
3. Тонкаль В Е., Гречко Э. Н., Бухинский В. И. Многофазные автономные инверторы напряжения с улучшенными характеристиками . — Киев, Наукова думка, 1980, 182с.[4]
4. Тонкаль В. Е., Гречко Э. Н., Кулешов Ю. Е. Оптимальный синтез автономных инверторов с амплитудно-импульсной модуляцией. — Киев, Наукова думка, 1987, 220с.[5]
5. Дмитриков В. Ф., Гречко Э. Н., Тонкаль В. Е., Островский М. Ю. Теория и методы анализа преобразователей частоты и ключевых генераторов. — Киев, Наукова думка, 1988, 314с.[6]
6. Атрощенко В. А., Гречко Э. Н., Кабанков Ю. А., Суртаев В. Д. Преобразователи электрической энергии в автономных системах электроснабжения. — Краснодар (Россия), 1991, 169с.
7. Greczko E., Gientkowski Z., Kurowski T. Półprzewodnikowe autonomiczne układy zasilania energią elektryczną prądu przemiennego. — Zielona Góra (Польша) WSInż., 1996, 211 с.[7]
8. Атрощенко В. А., Гречко Э. Н., Кулешов Ю. Е. Системы электроснабжения переменного тока с полупроводниковыми преобразователями. — Краснодар (Россия) Флер-1, 1997, 202 с.

Учебник:
Паншин А. И., Атрощенко А. А., Гречко Э. Н., Чигликова Н. Д.- Основы теории электрических техники. Сборник упражнений и задач. -Краснодар (Россия), 1992, 167з.

## Участие в научно-исследовательских проектах
1989—1992 — проект «Разработка направлений повышения эффективности автономных энергетических систем со статическими преобразователями», финансируемый Академией наук Украины, Институт проблем энергосбережения Украины;
1993—1996 — проект «Разработка научно-методической оценки электромагнитной совместимости в системах автономного электроснабжения с полупроводниковыми преобразователями», финансируемый Академией наук Украины, Институт проблем энергосбережения Украины;
1992—1994 — проект «Разработка методов и средств повышения энергоэффективности в автономных энергетических системах для предприятий легкой промышленности» финансируемый Государственном комитетом по научным исследованиям программы Украины, Институт проблем энергосбережения НАН Украины;
1993—1994 — «Schematy strukturalne automatycznych układów rezerwowego zasilania i ich synteza». — за грантом Grant KBN N0 PB1416/8/91, ATR в Быдгоще;
1995—1997 — «Zastosowanie, zasady budowy, algorytmy sterowania i analiza procesów elekromagnetycznych trójfazowych sterowników mocy prądu przemiennego ze sterowaniem impulsowym typu PWM». — за грантом Grant KBN N0 8T10A 032 09, WSInż. в Зелёной Гуре;
1998 — Студенческий исследовательский проект «Przekształtniki AC/AC typu modulacyjnego w układach stabilizacji napięcia miękkich sieci zasilających o poprawnych charakterystykach». — научный руководитель, Зеленогурский университет.
2008—2009 — «Automatyczne testowanie urządzeń do pomiaru parametrów sieci energetycznej». Собственное исследование, Зеленогурский университет.

## Семья
Супруга Ирина Ивановна Бондаренко (род. 1956) — инженер СКТБ ИЭ АН УССР. Дочь Анна Эдуардовна Гречко (род. 1990).